# Tamiahua
Tamiahua es una localidad mexicana situada en la región Huasteca Alta del estado de Veracruz, cabecera del municipio homónimo.

## Toponimia
Del náhuatl Tla-miahua-c: "Tierra de las Flores de Maíz"; Tla-lli (tierra), Miahua-tl (flor de maíz) y Can (lugar). En huasteco, Tam-yan-ja: "Lugar de mucha agua".

## Geografía
La localidad de Tamiahua se ubica en el sureste del municipio homónimo, en el norte de Veracruz. Se encuentra a una altura media de cuatro m s. n. m. y cubre un área de 1.46 km².

### Clima
El clima predominante en Tamiahua es el cálido subhúmedo con lluvias en verano. Tiene una temperatura media anual 23.6 °C y una precipitación media anual de 1289.7 mm.
| Parámetros climáticos promedio de Tamiahua | Parámetros climáticos promedio de Tamiahua | Parámetros climáticos promedio de Tamiahua | Parámetros climáticos promedio de Tamiahua | Parámetros climáticos promedio de Tamiahua | Parámetros climáticos promedio de Tamiahua | Parámetros climáticos promedio de Tamiahua | Parámetros climáticos promedio de Tamiahua | Parámetros climáticos promedio de Tamiahua | Parámetros climáticos promedio de Tamiahua | Parámetros climáticos promedio de Tamiahua | Parámetros climáticos promedio de Tamiahua | Parámetros climáticos promedio de Tamiahua | Parámetros climáticos promedio de Tamiahua |
| Mes                                        | Ene.                                       | Feb.                                       | Mar.                                       | Abr.                                       | May.                                       | Jun.                                       | Jul.                                       | Ago.                                       | Sep.                                       | Oct.                                       | Nov.                                       | Dic.                                       | Anual                                      |
| ------------------------------------------ | ------------------------------------------ | ------------------------------------------ | ------------------------------------------ | ------------------------------------------ | ------------------------------------------ | ------------------------------------------ | ------------------------------------------ | ------------------------------------------ | ------------------------------------------ | ------------------------------------------ | ------------------------------------------ | ------------------------------------------ | ------------------------------------------ |
| Temp. máx. abs. (°C)                       | 30.0                                       | 31.5                                       | 34.5                                       | 39.5                                       | 36.5                                       | 39.0                                       | 39.0                                       | 39.0                                       | 40.0                                       | 35.0                                       | 33.0                                       | 32.0                                       | 40.0                                       |
| Temp. máx. media (°C)                      | 21.6                                       | 22.9                                       | 25.3                                       | 28.2                                       | 30.7                                       | 31.6                                       | 31.6                                       | 31.6                                       | 30.5                                       | 29.0                                       | 25.9                                       | 23.1                                       | 27.7                                       |
| Temp. media (°C)                           | 17.4                                       | 18.7                                       | 21.1                                       | 24.1                                       | 26.8                                       | 27.7                                       | 27.6                                       | 27.4                                       | 26.6                                       | 24.7                                       | 21.9                                       | 19.2                                       | 23.6                                       |
| Temp. mín. media (°C)                      | 13.3                                       | 14.6                                       | 16.9                                       | 20.0                                       | 22.9                                       | 23.8                                       | 23.6                                       | 23.1                                       | 22.7                                       | 20.5                                       | 17.8                                       | 15.3                                       | 19.5                                       |
| Temp. mín. abs. (°C)                       | -2.0                                       | 3.0                                        | 1.0                                        | 8.5                                        | 12.0                                       | 17.0                                       | 18.5                                       | 5.5                                        | 14.0                                       | 9.5                                        | 7.0                                        | -2.5                                       | -2.5                                       |
| Precipitación total (mm)                   | 45.7                                       | 29.6                                       | 28.6                                       | 38.0                                       | 64.1                                       | 194.1                                      | 157.9                                      | 182.1                                      | 276.2                                      | 130.5                                      | 81.4                                       | 61.5                                       | 1289.7                                     |
| Días de precipitaciones (≥ 1 mm)           | 7.0                                        | 5.8                                        | 5.1                                        | 3.5                                        | 3.9                                        | 8.5                                        | 10.2                                       | 10.7                                       | 12.6                                       | 8.0                                        | 7.4                                        | 7.9                                        | 90.6                                       |
| Fuente: Servicio Meteorológico Nacional.   |                                            |                                            |                                            |                                            |                                            |                                            |                                            |                                            |                                            |                                            |                                            |                                            |                                            |

## Turismo
Tamiahua es modesto, por lo que su sistema de alojamiento es sencillo; sin embargo existe una gran diversidad de restaurantes. Del embarcadero del pueblo salen los recorridos en lancha que conducen a los visitantes por las barras y esteros cercanos, como la Barra de Corazones que lleva hacia el mar, o bien hacia las islas de Pájaros, El Ídolo o El Toro, a la cual solo se puede entrar con un permiso expedido por la Marina local, ya que cuentan con muchos recursos.

Además del turismo dentro de la Laguna, también existe un auge creciente de turismo enfocado en el mar, como lo son las visitas a Isla Lobos para realizar actividades de Snorkel, buceo o simplemente caminatas de observación de naturaleza. Lo recomendable para visitar Isla Lobos es salir desde Tamiahua, debido a que es la población más cercana a Isla Lobos, aproximadamente a 18 millas náuticas de la misma. 

## Laguna de Tamiahua
Apenas separada del golfo de México por una barrera natural, la laguna de Tamiahua semeja una especie de arco cuyo punto más oriental es el llamado Cabo Rojo, donde sus playas comienzan con una barra muy extensa que se ensancha a medida que desciende de norte a sur para forma la isla Juan. A. Ramírez.
La laguna, que presenta una longitud aproximada de 85 km, es poco profunda, y en ella es común la pesca de camarón, jaibas, almejas y ostión. 